# Гюнтер Кламмт
Гюнтер-Алоїз Кламмт (нім. Günther-Alois Klammt; 9 травня 1898, Левенберг-ін-Шлезіен — 16 травня 1971, Любек) — німецький воєначальник, генерал-майор вермахту. Кавалер Німецького хреста в золоті.

## Біографія
16 жовтня 1914 року поступив на службу в гренадерський полк «Граф Кляйст фон Ноллендорф» (1-й Західнопрусський) №6. Учасник Першої світової війни, командир взводу, потім — командир роти і батальйонний ад'ютант. 20 лютого 1920 року вийшов у відставку.
1 лютого 1924 року поступив на службу в 12-ту кулеметну року 6-го піхотного полку. З 1 жовтня 1932 року — командир роти 6-го, з 1 жовтня 1934 року — 47-ї піхотної дивізії. З 1 березня 1938 року — ад'ютант 34-ї піхотної дивізії. 1 квітня 1941 року відправлений у резерв ОКГ. З 21 квітня 1941 року — начальник транспортного відділу ОКГ. З 1 листопада 1942 року — керівник 77-го пыхотного полку. 1 листопада 1943 року відправлений у резерв фюрера. З 19 січня 1944 року — командир 6-ї, з 10 травня 1944 року — 260-ї піхотної дивізії. 
9 липня 1944 року потрапив у радянський полон, вступив у національний комітет «Вільна Німеччина» і Союз німецьких офіцерів. Звільнений з полону 6 жовтня 1955 року.

## Звання
- Фенріх (16 жовтня 1914)
- Лейтенант (1 травня 1915)
- Обер-лейтенант (1 лютого 1926)
- Гауптман (1 жовтня 1932)
- Майор (1 січня 1938)
- Оберст-лейтенант (1 квітня 1940)
- Оберст (1 квітня 1942)
- Генерал-майор (1 травня 1944)

## Нагороди
- Залізний хрест 2-го і 1-го класу
- Нагрудний знак «За поранення» в чорному
- Почесний хрест ветерана війни з мечами
- Пам'ятна військова медаль (Угорщина) з мечами
- Медаль «За вислугу років у Вермахті» 4-го, 3-го і 2-го класу (18 років)
- Медаль «У пам'ять 13 березня 1938 року»
- Застібка до Залізного хреста
  - 2-го класу (13 червня 1940)
  - 1-го класу (25 червня 1940)
- Почесна застібка на орденську стрічку для Сухопутних військ (7 червня 1943)
- Німецький хрест в золоті (7 жовтня 1943)